# Otto Paulick
Otto Paulick (* 10. September 1938; † 7. Mai 2012) war ein deutscher Fußballfunktionär und Rechtsanwalt.

## Leben
Paulick studierte in Wien, Paris und Berlin Rechtswissenschaft. 1969 wurde an der Freien Universität Berlin seine Doktorarbeit (Titel: „Die Folgen der Seeuntüchtigkeit eines Schiffes im Seeversicherungsrecht“) angenommen.
Er wurde als Rechtsanwalt, im Immobiliengeschäft und als Schiffsmakler tätig. Von 1979 bis 1982 war er Vizepräsident des FC St. Pauli. Mitte September 1982 trat er als Nachfolger von Wolfgang Kreikenbohm das Amt des Vereinsvorsitzenden an, nachdem er mit 130 von 139 möglichen Stimmen gewählt worden war. Einen Gegenkandidaten hatte es nicht gegeben. Paulick, der an der Hamburger Prachtstraße Elbchaussee wohnte, trug mit Geld aus seinem Privatvermögen zur Rettung des wirtschaftlich angeschlagenen Vereins bei. In seiner Amtszeit wurden die rund 3,8 Millionen D-Mark Schulden, die den Verein 1979 drückten, zeitweilig zum Großteil abgebaut, laut Bericht auf der Jahreshauptversammlung 1985 betrug die Sommer der langfristigen Verbindlichkeiten zu diesem Zeitpunkt noch 700 000 D-Mark.
Innerhalb der Vorstandsschaft des FC St. Pauli sowie seitens eines ehemaligen Kassenprüfers des Vereins wurde 1988 Kritik an Paulicks Amtsführung laut, Vizepräsident Helmut Johannsen gab sein Amt nach kurzer Zeit wieder auf, da er einen mangelnden Informationsfluss innerhalb des Vorstands sowie einen fehlenden kaufmännischen Führungsstil beklagte. Paulick setzte sich gegen die Vorwürfe öffentlich zur Wehr. Es kam zu einem Rechtsstreit zwischen Paulick und Johannsen. Im Januar 1990 urteilte das Landgericht Hamburg, dass Johannsen weiterhin behaupten dürfe, Paulick habe als Präsident des FC St. Pauli eine falsche Bilanz vorgelegt, dem Verein Geld entzogen sowie Vereinsmitglieder getäuscht.
Während seiner Zeit als Vorsitzender nahmen Paulick und seine Familie Torhüter Volker Ippig bei sich zu Hause auf, der in den abschließenden drei Jahren seiner Schulzeit bei Paulicks lebte. Auch Matthias Ruländer wurde nach seinem Wechsel von Werder Bremen zum FC St. Pauli von Familie Paulick beherbergt. Seine Unterkunft auf Fehmarn stellte er mehrmals Mannschaft und Spielern als Erholungsstätte zur Verfügung. Paulick galt als beliebter, weil bisweilen unbürokratisch zupackender Vereinsvorsitzender, der den Verein als Großfamilie verstand. Die Tageszeitung schrieb 1990, Paulick habe „aus dem Kiezklub ohne Geld einen Stadtteilverein von Bundesligazuschnitt“ gemacht. Nach Einschätzung des Hamburger Abendblatts wäre ohne Paulick die Rückkehr des Vereins in die Bundesliga nicht möglich gewesen. Paulick habe den FC St. Pauli „wiederholt mit Tricks und advokatischen Winkelzügen vor dem Bankrott bewahrt“.
Allerdings wurde die wirtschaftliche Entwicklung des Vereins unter Paulick kritisch gesehen, ihm wurden ebenso „dubiose Geschäfte“ vorgeworfen wie laut dem Hamburger Abendblatt, „dem Verein Geld entzogen, die Mitglieder getäuscht und eine falsche Bilanz vorgelegt zu haben“ sowie „ständig in der Grauzone zwischen legal und illegal“ manövriert zu haben. Unter seiner Leitung wurden Pläne für den Ausbau des Millerntorstadions zu einer modernen Sport- und Freizeitanlage ausgearbeitet, die rund 500 Millionen D-Mark hätte kosten sollen. Man nahm davon aber Abstand, weil sich bei den St. Pauli-Anhängern und Anwohnern des Stadtteils Widerstand gegen dieses Vorhaben regte. Paulick gab im Januar 1990 seinen Rücktritt als Vorsitzender bekannt, der dann im Februar 1990 auf einer außerordentlichen Mitgliederversammlung vollzogen wurde. Vor der Rücktrittsankündigung hatten Paulicks Stellvertreter Hans Apel und Heinz Weisener ihm zu diesem Schritt geraten. Bei seinem Ausscheiden betrug der Schuldenstand des Vereins 5,5 Millionen D-Mark. Eine für ihn auf der Jahreshauptversammlung im Oktober 1990 erwogene Ehrenmitgliedschaft lehnte Paulick ab.
Sein Sohn Peter Paulick war ab November 1999 Mitglied im Aufsichtsrat des FC St. Pauli.